# 伊利集团

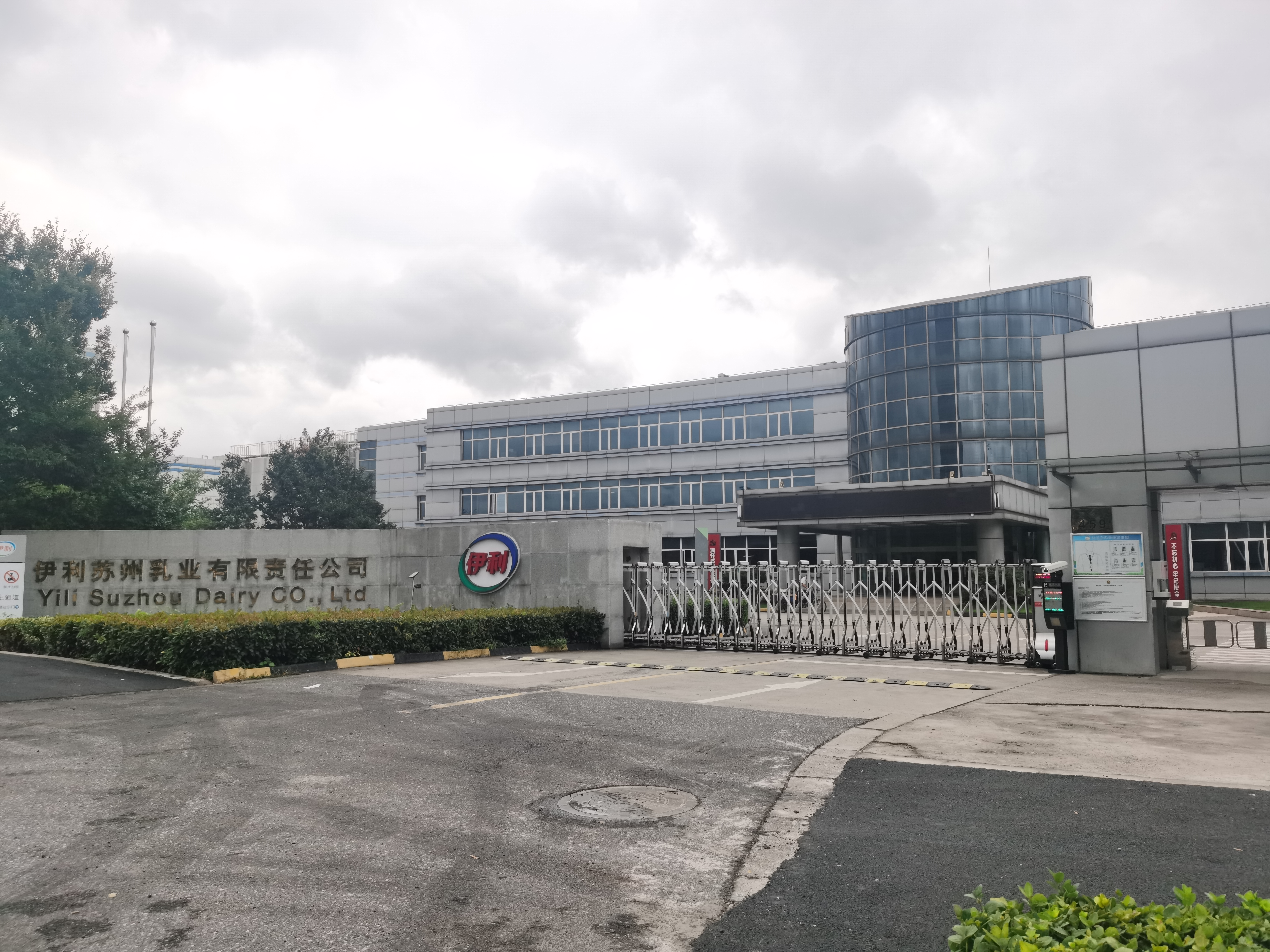
伊利集团设在江苏省苏州市的厂房

内蒙古伊利实业集团股份有限公司，簡稱伊利股份、伊利集团及伊利，是中國大陸著名的奶製品生產商之一，总部位于内蒙古自治区呼和浩特市，前身为1956年成立的呼和浩特回民区养牛合作小组，1993年改制成立伊利实业股份有限公司，1997年成立伊利集团，目前为中国规模最大及营业额最高的乳制品企业。
经过数轮市场化改革，伊利集团由原来的国营企业转变为国有资本持股的民营企业，于2016年首次进入中国民营企业500强，并多次成为内蒙古民营企业100强之首。2020年，伊利实现营业总收入968.86亿元。2021年，伊利在FBIF食品饮料创新发布的中国食品饮料百强榜中位列第一。
自2005年起，伊利成为“中国奥委会官方合作伙伴”。伊利也是2008年夏季奥林匹克运动会，2022年冬季奥林匹克运动会和2022年亚洲运动会的官方乳制品供应商。

## 历史[5]
- 1956年，成立“呼和浩特回民区养牛合作小组”，1958年改名为“呼市回民区合作奶牛场”，此为伊利集团的前身。
- 文革期间的1970年，改名为“呼市国营红旗奶牛场”。
- 1983年，“呼市国营红旗奶牛场”拆分成养牛部和加工部，养牛部成立“呼市回民奶牛场”，加工部成立“呼市回民奶食品加工厂”。
- 1993年2月，呼市回民奶食品加工厂改制，由21家发起人发起，吸收其他法人和内部职工入股，以定向募集方式设立伊利集团，并于1993年6月14日更名为“内蒙古伊利实业股份有限公司”[6]，同年7月成立冷饮事业部。
- 1996年3月12日，伊利股份在上海证券交易所正式挂牌上市。
- 1997年2月，伊利集团正式成立，并投产第一条利乐液态奶生产线。
- 2005年7月，成立酸奶事业部。
- 2016年10月22日，伊利集团以每股15.22元人民幣向呼和浩特市城市資產經營投資有限公司、內蒙古交通投資有限責任公司等5名特定投資者非公開發行股票5.87億股，集資90億人民幣，
- 2016年10月22日，伊利集团全資子公司香港金港商貿控股有限公司以每股 2.25港幣，斥资52.90億港幣，收購中國聖牧股東 Greenbelt Global Limited 等機構股東和王福柱等自然人股東持有的共計 23.51億股中國聖牧股權，佔中國聖牧全部已發行股份的37.00%。
- 2017年4月28日，伊利股份終止收購中國聖牧因尚未收到商務部反壟斷局對就各買賣協議項下擬進行交易的經營者集中申報的批准
- 2019年8月1日，伊利股份全資子公司金港控股以每股3.41新西蘭元，斥资2.44億新西蘭元收購新西蘭第二大乳業合作社Westland Co-operative Dairy Company Limited（簡稱「Westland」）100%股權。
- 2022年3月4日，伊利下属子公司全资收购澳优乳业，重构全球奶粉市场格局。

因在脱贫攻坚战中作出突出贡献，2021年2月25日全国脱贫攻坚总结表彰大会上，伊利集团被授予“全国脱贫攻坚先进集体”。

## 品牌产品

### 常温奶
伊利纯牛奶（高钙奶、早餐奶）、安慕希（Ambrosial，希腊风味酸奶）、金典（高端有机牛奶）、QQ星（儿童乳饮品）、舒化（无乳糖牛奶）、味可滋（高端休闲乳饮料）、优酸乳（大众化休闲乳饮料）、谷粒多（谷物牛奶）、核桃乳（植物蛋白饮料）、植选（植物奶饮品）、学生奶（专供在校学生，不在市场销售）

### 奶粉
金领冠（婴幼儿配方奶粉）、倍冠（婴幼儿配方奶粉）、赋能星（婴幼儿配方奶粉）、沛能（婴幼儿配方奶粉）、托菲尔（成人配方奶粉）、欣活（成人配方奶粉）

### 酸奶
伊利系列酸奶（包括原味、滋补坊、果粒酸奶）：
畅轻（益生菌酸奶）、每益添（活性乳酸菌饮品）、芯趣多（Joy Day）（风味酸奶饮料）、帕瑞缇（炭烧酸奶）、芝士点（袋装酸奶）、益消（风味发酵乳饮品）、大果粒（风味发酵乳饮品）

### 冷饮

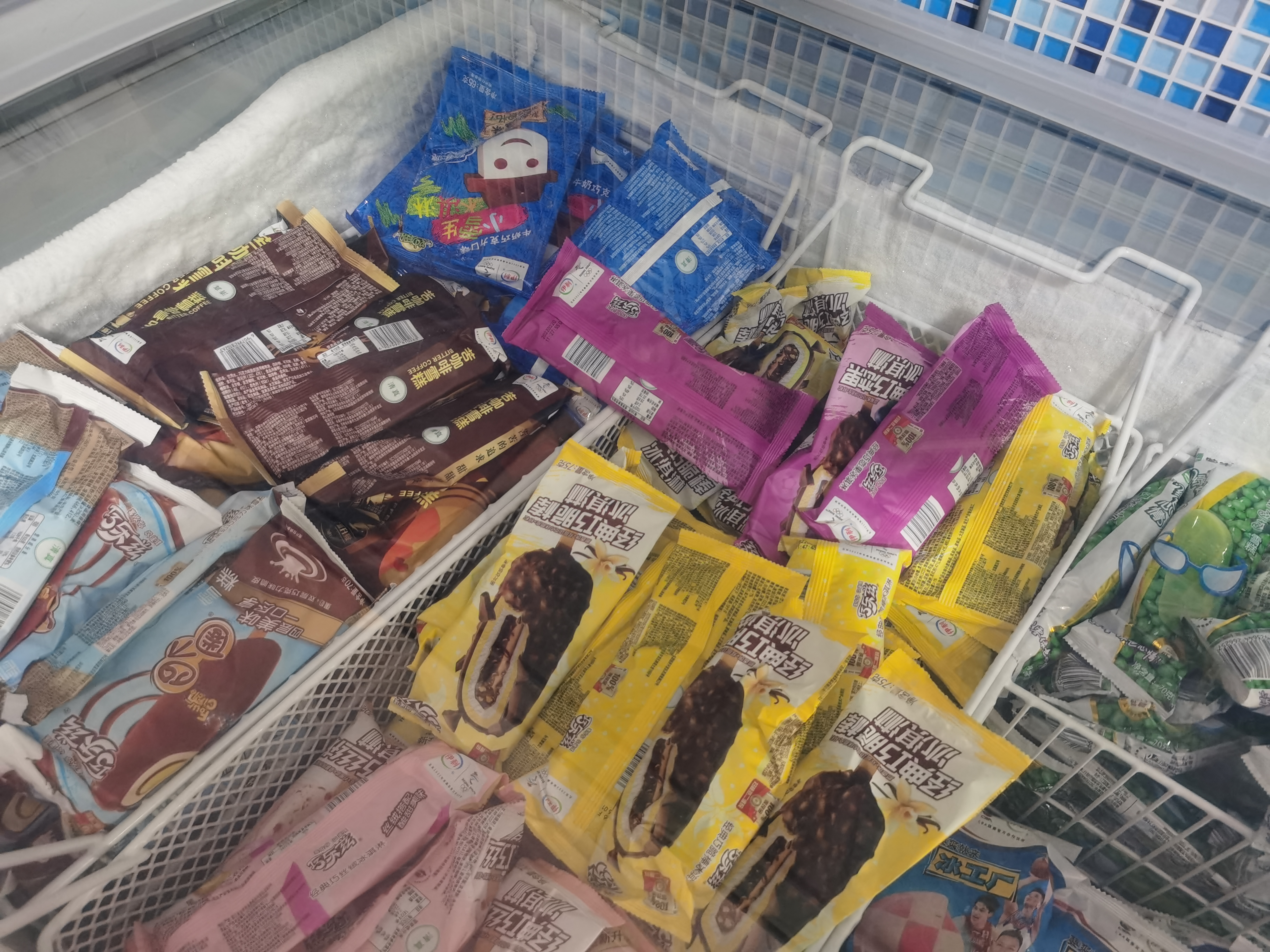
伊利巧乐兹、苦咖啡、小雪生冰淇淋

- 伊利系列冰淇淋：包括伊利心情、偏爱、玉米香、老冰棍、心多多、臻巧、六个圈、克力棒、香雪儿、苦咖啡、三色心香等产品
- 巧乐兹：巧克力口味冰淇淋
- 冰工厂：冰棒类冰淇淋
- 妙趣：儿童冰淇淋，包括嚼嚼乐、舔一舔、小雪生
- 伊利牧场：牛奶类冰淇淋
- 伊利火炬：火炬形状的冰淇淋
- 甄稀（Gemice）：高端冰淇淋品牌

### 奶酪
- 伊利儿童奶酪棒

### 健康饮品
- 畅意100%：乳酸菌饮品

## 企业文化
- 伊利信条：伊利即品质
- 伊利愿景：成为全球最值得信赖的健康食品提供者
- 伊利核心价值观：卓越、担当、创新、共赢、尊重
- 伊利精神：伊利人以始终如一的主人翁心态、高度责任心和超强执行力，铸就了伊利人特有的精神内核，锻造了伊利持续卓越发展的内在动力和核心竞争力。

## 品牌理念
- 伊利，滋养生命活力。
- 伊利既是健康产品的提供者，又是健康生活方式的倡导者。

## 爭議事件

### 2008年中国奶制品污染事件
2008年9月，三鹿集团生产的一批婴幼儿奶粉中被查出含有化工原料三聚氰胺，导致中国各地多名服食受污染奶粉的婴儿患上肾结石。而伊利生产的婴幼儿奶粉、液态奶和雪糕产品中也同样被检出含三聚氰胺。9月17日，伊利集团发表声明，对这些批次的产品给消费者带来的影响表示歉意。
2008年9月19日，中国国家质检总局宣布撤销蒙牛、伊利和光明三个牌子液态奶产品的“中国名牌”产品称号。
事後，伊利撤出包括香港在內的海外市場。

### 2012年伊利奶粉汞含量异常事件
2012年6月14日，伊利集团宣布因部分批次产品汞含量异常，紧急召回其在2011年11月-2012年5月内生产的全优2、3、4段乳粉。

### 2014年“四家工厂落榜”事件
2014年5月29日，国家食品药品监督管理总局公布了婴幼儿配方乳粉“考卷”结果，133家接受生产许可审查的企业中，82家顺利通过，51家因各种原因“落榜”。其中内蒙古伊利实业集团股份有限公司、石河子伊利乳业有限责任公司、黑龙江伊利乳业有限责任公司和杜尔伯特伊利乳业有限责任公司武汉分公司4家伊利旗下工厂未出现在榜单中。受到利空消息影响，伊利股份表现低迷，截止6月3日，伊利股份报31.32元，跌7.75%。股价创近10个月新低。数据显示，伊利股份总股本20.4亿股，今天每股下跌2.63元，以此计算，伊利股份市值蒸发53.65亿元。针对媒体报道，伊利股份旗下四家工厂未通过婴幼儿配方乳粉生产许可审查一事，伊利股份发布公告称，报道中提到的4家工厂不在公司提交的生产许可审查名单中，是因为它们不需要申请获得婴幼儿配方乳粉生产许可证。

### 2018年3至5月谣言案[20][21]
自媒体人刘成昆在微信公众号上发布连载小说《出乌兰记》，影射伊利集团领导层，文章发布后被疯狂转载，造成伊利的牧场、原材料供应商销售数据下降。3月26日谣言出现当天，伊利股份盘中价格振幅达9.95%，公司市值当日减少60.78亿元，给广大投资者造成了损失。。3月26日晚，呼和浩特公安机关接到伊利公司及其董事长潘刚报案。随后呼和浩特公安机关依法开展侦查，以涉嫌寻衅滋事罪、诽谤罪将犯罪嫌疑人邹光祥、刘成昆抓获。
内蒙古公安跨省抓捕刘成昆后，伊利股票随即大跌，2018年4月27日，伊利开盘集合竞价阶段股价已从29.2元跌到27.9元，接近跌停。至于公众关心的董事长潘刚的去向，伊利集团发布的公告并未透露消息，2017年年报的审议董事会议仍然以通讯方式举行。刘成昆代理律师指，创作小说不构成犯罪，刘成昆被跨省抓捕的消息在中国网络上引发热议，网民联想到中共中央总书记习近平的父亲、身为开国元勋的习仲勋，因给小说《刘志丹传》做序，被指“利用小说反党”。与此同时，伊利的产品遭到了中国网民的抵制。刘成昆在法庭上提到警察对其脱光搜身，连续提审一周让其上官媒央视认罪，精神面临崩溃。2018年10月24日，内蒙古自治区呼和浩特市回民区法院以“寻衅滋事罪” 分别判处邹光祥和刘成昆一年和八个月刑期。记者无国界组织呼吁中国当局立即释放这两名财经记者，无国界记者东亚办事处执行长艾玮昂（Cédric Alviani）说，“这两名新闻工作者只是恪守职责，将重要信息带给公众。他们为此失去自由，这着实骇人听闻。”

### 降低检验标准传闻
2020年7月10日，一篇《深扒蒙牛、伊利6大罪状，媒体不敢说，那就我来说》的文章在中国大陆网络流传，该文指出多家乳企(包括蒙牛集团)“降低检验标准”。随后中国乳制品工业协会强烈要求国家有关部门立即删除该文章，取消该微信号，责承作者公开承认错误并向伊利、蒙牛及中国乳制品行业道歉，以消除影响。对于该文中控诉的内容，没有证据能够证明文章真实性。现行的乳品安全国家标准于2010年3月26日由卫生部批准公布。2008年12月，卫生部牵头会同农业部、国家标准委、工业和信息化部、工商总局、质检总局、食品药品监管局等部门和中国疾病预防控制中心、轻工业联合会、中国乳制品工业协会、中国奶业协会等单位成立了乳品安全国家标准整合完善工作开始即组成的协调小组，负责对乳品安全国家标准进行整合完善。

### 奥运相关广告物料出错
2024年8月3日（巴黎奥运会期间），有网民爆料，在郑钦文、樊振东和孙颖莎的比赛开始前，伊利已在北京三里屯大屏幕投放了“祝贺郑钦文网球女子单打项目摘银”“恭喜樊振东夺得男单金牌”“孙颖莎夺得女单金牌”的物料内容。同日晚，伊利在社交媒体发布致歉公告，表示是“提前测试大屏投放效果，导致物料不合时宜露出”。